# Wala'a Essam al-Boushi
Wala'a Essam al-Boushi  (también: Walaa, Walla, Isam, Issam, al-Bushi, el-Boushi) (Wad Medani, estado de Gezira, 1986) es una ingeniera mecánica, activista y política sudanesa. Desde el 8 de septiembre de 2019 Ministra de Juventud y Deportes de Sudán en el gabinete del primer ministro Abdalla Hamdok creado durante la transición sudanesa de 2019 a la democracia.   

## Trayectoria
Nació en 1986 en Wad Medani, la capital del estado de Gezira, en el centro de Sudán. Estudió ingeniería mecánica en la Facultad de Ingeniería y Arquitectura de la Universidad de Jartúm y posteriormente logró una beca para estudiar en el London Imperial College.
Durante la presidencia de Omar al-Bashir, quien perdió el poder en el golpe de Estado sudanés de abril de 2019 Al-Boushi fue una activista contra el gobierno en Sudán.
En 2016 formó parte del Programa de Becas Washington Mandela para Jóvenes Líderes Africanos y apareció en una foto en con Barack Obama en Washington durante una ceremonia celebrada en honor del presidente estadounidense en la que realizó una intervención trasladando el sufrimiento de la población sudanesa.

## Ministra de Juventud y Deportes
El 8 de septiembre de 2019, al-Boushi asumió la cartera de Ministra de Juventud y Deportes de Sudán en el Gabinete de Transición del Primer Ministro Abdalla Hamdok, durante la transición sudanesa de 2019 a la democracia. Es la ministra más joven (33 años). Otras mujeres líderes de Sudán durante el período de transición son la Presidenta del Tribunal Supremo, Nemat Abdullah Khair, las miembros del Consejo de Soberanía Aisha Musa el-Said y Raja Nicola .  
Tras conocer su nombramiento Al-Boushi llamó a su ministerio "el ministerio de la revolución" y recordó que fueron los jóvenes quienes lideraron la revolución que logró la caída de al Bashir. En su discurso dijo "La era de la oscuridad ha terminado y entramos en una nueva era lograda con los esfuerzos y sacrificios de los jóvenes y será dirigida por los jóvenes a través de este ministerio para construir la historia futura."